# Forcem
La Fundación para la Formación Continua (FORCEM) gestionó la Formación Profesional Continua en España [1992-2004], que junto a la Formación Profesional Reglada y la Formación Profesional Ocupacional integraban el Sistema de Formación Profesional en España.
La misión de la Formación Profesional Continua era proporcionar a los trabajadores ocupados la formación que necesitasen a lo largo de su vida laboral, aportándoles conocimientos y experiencias adecuadas a las necesidades demandadas en cada momento por las empresas y el mercado laboral en general.
FORCEM se fusionó en el año 2004 con la Fundación Tripartita para la Formación en el Empleo, fundación estatal encargada de la gestión del nuevo subsistema de Formación en el Empleo en vigor desde 2007.
Actualmente la Fundación Tripartita para la Formación en el Empleo está extinguida y se ha refundado bajo el nombre de la Fundación Estatal para la Formación en el Empleo (FUNDAE).
A pesar de los numerosos cambios existentes en la denominación de esta entidad, la finalidad sigue siendo la misma; facilitar a las empresas que su formación pueda ser bonificada.